# 王浚
王浚（252年—314年），字彭祖，山西晉陽人。西晉驃騎將軍王沈之子，自己亦是西晉重要將領，都督幽州諸軍事，長駐北方疆土並與北方邊族交往頻繁。但永嘉之亂後生不臣之心，亦與段部鮮卑交惡，最終被石勒所敗，被俘殺。死後，幽州刺史由段匹磾所領。

## 生平

### 庶子入嗣
王浚母親趙氏出身貧賤，作为小妾进入王沈家生下王浚，王沈不将庶子王浚序齿。直至泰始二年（266年）王沈逝世，因王沈没有其他儿子，親戚才立王浚為子嗣，繼承父親博陵公爵位，拜駙馬都尉。太康三年（282年）授員外散騎常侍。元康元年（291年）轉員外常侍，遷越騎校尉、右軍將軍。後王浚轉任東中郎將，鎮守許昌。賈后於元康九年（299年）廢太子司馬遹後，於次年將司馬遹幽禁在許昌的宮殿中，並下旨王浚協助她派的宦官孫慮毒殺司馬遹。

### 出鎮北境
王浚後遷寧北將軍、青州刺史，及後再調遷寧朔將軍、持節都督幽州諸軍事。當時正值八王之亂，朝廷內鬥嚴重，四方盜賊冒起，王浚為了自保而以通婚向外族交好。趙王司馬倫於永康二年（301年）稱帝，令齊王司馬冏等三王起兵討伐，王浚此時支持司馬倫，沒收所有發到幽州的討伐檄書，令境內人士都不能前往支援齊王等，此舉惹來成都王司馬穎不滿並打算討伐，但因要專心戰事而無暇出兵。趙王倫兵敗被殺後，王浚進位安北將軍。

### 引胡亂華
永興元年（304年），河間王司馬顒和成都王司馬穎聯手攻洛陽，最終擊敗並殺害當政的長沙王司馬乂，成功奪權，這令王浚很不滿。同時司馬穎又以右司馬和演為幽州刺史，並且密令和演刺殺王浚並吞併他的部眾。和演於是勾結烏丸單于審登，乘一次與王浚同游薊城南邊的清泉時刺殺王浚；但當天下雨令兵器全部沾濕，計劃失敗。事後審登認為計劃不成是因為上天幫助王浚，於是決定改站在王浚那一邊，並把和演的意圖告訴王浚。王浚於是與東瀛公司馬騰秘密起兵與審登圍攻和演，和演被逼投降，王浚於是殺死和演，自領幽州。和演死後，司馬穎徵召王浚，王浚卻在冀州停駐不動，更聯結司馬騰、段務勿塵和烏桓羯朱共討司馬穎，並擊敗司馬穎派來迎擊的王斌；後以主簿祁弘為前鋒，擊破石超，並且逼近鄴城。司馬穎倉皇回洛陽而王浚攻陷鄴城，破城后鮮卑士兵在城内大肆掳掠，当王浚下令严惩私藏战利品的行为时，鲜卑人竟然将所强掳的妇女投入易水溺死。胡人对中原百姓的暴行由此起始。

### 仗夷建威
王浚回到幽州後聲威和兵力都大增。永興二年（305年），王浚與范陽王司馬虓推司馬越為共主，要將被張方挾持到長安的晉惠帝帶回洛陽。及後王浚又給予兵馬支援因豫州刺史劉喬襲擊而逃到河北的司馬虓，後又命祁弘率領烏丸突騎作為司馬越的先驅，助司馬越進攻長安。司馬越成功帶晉惠帝還都洛陽後，王浚轉驃騎大將軍、都督東夷河北諸軍事，領幽州刺史，並以燕國併入博陵公的封地。
永嘉二年（308年），石勒侵襲常山郡，王浚領兵擊破。次年石勒再攻常山郡，王浚派鮮卑騎兵支援常山，最終在飛龍山大敗石勒，同年冀州刺史王斌被石勒殺害，王浚又領冀州。永嘉四年（310年），石勒攻襄城郡，王浚又派鮮卑段文鴦領騎兵營救，將石勒擊退。永嘉四年（310年），晉懷帝進王浚為司空，加領烏丸校尉。永嘉五年（311年）朝延下詔升王浚為大司馬，加侍中、大都督、督幽冀諸軍事，但使者尚未出發，洛陽就已被漢國劉曜等人攻陷。晉懷帝被擄。王浚此時樹立軍令，主征伐，並派督護王昌、中山太守阮豹等率諸軍以及段疾陸眷、段文鴦和段末柸一同攻擊在襄國的石勒。石勒雖然屢被擊敗，但還是能設計生擒段末柸。段部鮮卑見此唯有求和，段疾陸眷更送了馬匹和金銀作為禮品，又與石勒結盟，及後石勒又安撫了段末柸，不但任官亦將他送回遼西，令段末柸大為感動，對王浚亦漸見離心。
同時，王浚又與劉琨爭奪冀州。當時劉琨族人劉希奉劉琨命在中山聚集兵眾，代郡、上谷郡和廣甯郡都投向劉琨。王浚認為劉琨是侵入他的領地，為了奪回更不惜撤回原本正在進討石勒的軍隊，轉以命他們對抗劉琨，又派燕相胡矩與段疾陸眷合力攻破並殺害劉希，又驅散原本聚集的部眾。劉琨見此亦無力與他爭奪，只有忍讓。但此行為則令劉琨和王浚成為仇敵，在日後被石勒加以利用，以消滅王浚。
攻破劉希後，王浚打算再次討伐石勒，於是命女婿棗嵩督諸軍屯易水，並召合段疾陸眷一同進攻石勒。但段疾陸眷已多次違命，害怕應召會被誅殺；同時石勒亦以厚資賄賂，於是段疾陸眷等都不應召。王浚知道後大怒，利誘代王拓跋猗盧兒子，右賢王拓跋日律孫攻打段疾陸眷，但反被段氏所擊敗。

### 圖謀僭號
因晉懷帝被擄，而當時并州刺史劉琨被劉聰領導下的漢國威脅，士民多數都走到王浚勢力下，王浚勢力漸盛。王浚於是乘機承制假立太子，備置百官，列署征鎮，由自己自領尚書令，後又安插自己手下親信出任各個職位。王浚又以父親王沈表字為處道，認為是應了「當塗高」的預言而有不臣之心，其他人勸諫不是被外調就是被誅殺；同時又繼續濫殺，如借別的事誅殺素來不滿的長史王悌，以及在北方名賢霍原前表示想稱帝後，見霍原不答就將他殺害。種種行為皆令士人憤怒。王浚為政苛暴，將吏又貪污殘忍，對地方工事連連令人民苦不堪言，被逼逃到鮮卑，加上有旱災和蝗災，又失去了段部鮮卑的支持，於是內外離心，士卒疲弱。

### 中計敗死
王浚承制時手下參佐大都在內任職，但司馬游統卻被外調，因而令他恨怨王浚，更與石勒勾結要謀害王浚。石勒於是向王浚詐降，承諾以王浚為主。石勒又對王浚言辭卑屈，又獻上珍寶及通訊不斷，令失去段部鮮卑和烏桓支持的王浚十分高興，不設防備。建興二年（314年），石勒屯兵易水，督護孫緯懷疑石勒有詐，跑來告訴王浚，要求出兵反抗石勒。但王浚不聽，更讓石勒直接前來，群下勸諫更遭恐嚇，並命人準備好迎接石勒。但石勒進場後大肆搶掠，見王浚後更與王浚妻並坐，令王浚十分憤怒，但石勒則數落王浚不忠於晉室，又指王浚漠視百姓，既有大量儲糧仍不施濟給受天災影響的災民，於是命五百騎押王浚到襄國，又盡殺其手下精兵萬人。王浚途中投水自杀，被捞起。到襄國後石勒就殺王浚，而王浚死前仍然不屈，大罵石勒。石勒其後將王浚的頭顱送給漢國君主劉聰。
王浚死後，幽州刺史由段匹磾所領。

## 後代
按《晋书》记载，王浚並無子嗣，但据《华芳墓志》与《王温墓志》记载，王浚有庶子五人，嫡子二人，庶女二人，嫡女三人。東晉孝武帝太元二年（377年）才封王沈從孫王道素為博陵公。

## 家族

### 曾祖
- 王柔，字叔優，東漢護匈奴中郎将、雁门郡太守。[4]
- 李氏

### 祖
- 王機，字產平，曹魏東郡太守。[5][4]
- 郭氏

### 父
- 王沈

### 妻
- 文粲（或文荣），字世晖，济阴人，父温令文猗、母孫氏。王浚元配，生三女。
- 卫琇，字惠英，河东人，父散骑常侍、闻阳乡侯卫寔、母劉氏，司空卫瓘侄女。王浚继妻，无子女。
- 华芳（271-307），字敬华，平原高唐人，父侍御史、安乡亭侯华衍、母劉氏。[6]王浚继妻，生二子，永嘉元年二月病死。王浚在华芳死后再娶。她的墓志《华芳墓志》[4]是有關王浚家人的重要資料。
- 崔氏[7]，《华芳墓志》未提到她，应为华芳死后再娶之妻或当时还在生（华芳墓志所载王浚三任夫人均是已过世）。

### 子辈
- 王韶，字韶英，王浚和文粲的长女，嫁散骑常侍枣嵩（字台产）
- 王丽，字韶荣，王浚和文粲的次女，嫁廷尉卞俊之子、卞敦之弟卞稚仁。
- 王则，字韶仪，王浚和文粲的三女，嫁平南将军孙旂幼子孫回（字公淵）。

有一女嫁鲜卑段務目塵，一女嫁苏恕延
- 王胄，字道世，王浚和华芳的长子，博陵公世子

- 王裔，字道贤，王浚和华芳的次子

王浚另有庶子五人以上
- 王道素，王沈從孫，晉孝武帝時受封為博陵公。

### 孙辈
- 王崇之，王道素子，袭博陵公，义熙十一年改封东莞郡公。晋亡后，国除。